# Doriane Louisy Louis-Joseph
Doriane Louisy Louis-Joseph est une actrice française née le 13 octobre 1993 à Nanterre.
Elle est connue pour avoir joué le rôle de Louise Ferrière dans la série télévisée Famille D'accueil.

## Filmographie

### Télévision
- 2003 - 2016 : Famille D'accueil : Louise Ferrière
- 2010 : Boulevard Du Palais : Louise (Saison 12, Épisode 5)